# Колісник Петро
Петро Колісник (псевдо.: «Черник», «Ігор»; 1927, Великі Чорнокінці, нині Чортківський район Тернопільська область — 16 січня 1953, Київ) — український військовик, вояк Української Повстанської Армії, надрайоновий провідник у Київській та Вінницькій областях (1949—1952).

## Життєпис
Петро Колісник народився в селі Великих Чорнокінцях (нині Чортківський район Тернопільської області). Член ОУН.
В УПА Петро Колісник з осені 1943 року, коли Петро Хамчук («Бистрий») створив сотню під назвою «Сірі Вовки», яка через короткий час переросла в курінь. Спочатку був ординантом (ад'ютантом) «Бистрого», згодом — розвідником куреня. Брав участь майже у всіх боях, які проводив курінь з німцями, мадярами та військами НКВС. З осені 1945 року до літа 1948 року — в особистій охороні «Бистрого» і «Яра». Деякий час Петро Колісник очолює кінну «Залізну чоту» куреня, яка 21 березня 1945 року в засідці біля села Гуштин, що на шосейній дорозі Чортків — Скала-Подільська, розгромила вщент батальйон військ НКВС, так звану «Червону мітлу», що поверталась з чергової облави на бандерівців.
Після розформування куреня Крайовим проводом ОУН «Поділля», в серпні 1948 року, Петро Колісник направлений для підпільної праці на Кам'янець-Подільщину, де з серпня 1945 року діє в складі керівника групи ОУН Дунаєвецького надрайонного проводу.
У липні 1949 року Петро Колісник перейшов на підпільну працю до Вінницької області.
З лютого 1951 року до 29 квітня 1952 року Петро Колісник (під псевдонімом «Черник») — провідник надрайонового проводу ОУН Вінницької (Жмеринський, Літинський, Калинівський райони) та Київської (Уманський, Христинівський, Ладижинський райони) областей.
Неодноразово брав участь у боях із загонами МГБ та нападах на військові гарнізони, міста і села, під час яких вчинялися атентати на працівників МГБ, партактив, сексотів, здійснювалися спалення приміщень радянських установ, а також розгром колгоспів.
Петро Колісник був захоплений МГБ 29 квітня 1952 року в с. Майдан-Вербецький Летичівського району Кам'янець-Подільської області.
15 листопада 1952 року Петра Колісника вироком військового трибуналу Київського військового округу за ст. 54-1 «а», 54-1 «б» , 54-8, 54-11 КК УРСР засуджений до розстрілу з конфіскацією майна.
16 січня 1953 року розстріляний у м. Києві.